# Veneto Open 2023
Il Veneto Open 2023 è stato un torneo di tennis femminile giocato sui campi in erba all'aperto. È stata la 2ª edizione del torneo, facente parte del WTA Challenger Tour 2023. Il torneo si è giocato al Tennis Club Gaiba di Gaiba in Italia dal 19 al 25 giugno 2023.

## Partecipanti al singolare

### Teste di serie
| Nazionalità | Giocatrice          | Ranking* | Testa di serie |
| ----------- | ------------------- | -------- | -------------- |
| Germania    | Tatjana Maria       | 66       | 1              |
| Italia      | Sara Errani         | 69       | 2              |
| Belgio      | Ysaline Bonaventure | 92       | 3              |
| Serbia      | Olga Danilović      | 100      | 4              |
| Stati Uniti | Taylor Townsend     | 104      | 5              |
| Cina        | Yuan Yue            | 109      | 6              |
| Italia      | Lucrezia Stefanini  | 111      | 7              |
| Belgio      | Yanina Wickmayer    | 114      | 8              |

* Ranking al 12 giugno 2023.

### Altre partecipanti
Le seguenti giocatrici hanno ricevuto una wild card per il tabellone principale:
- Giorgia Pedone
- Lisa Pigato
- Camilla Rosatello
- Alessandra Teodosescu

Le seguenti giocatrici sono entrate in tabellone con il ranking protetto:
- Jana Čepelová
- Evgenija Rodina

## Partecipanti al doppio

### Teste di serie
| Nazione     | Giocatrice      | Nazione     | Giocatrice       | Rank1 | Seed |
| ----------- | --------------- | ----------- | ---------------- | ----- | ---- |
| Stati Uniti | Ashlyn Krueger  | Stati Uniti | Angela Kulikov   | 175   | 1    |
| Paesi Bassi | Bibiane Schoofs | Belgio      | Yanina Wickmayer | 178   | 2    |

* Ranking al 12 giugno 2023.

### Altre partecipanti
Le seguenti giocatrici hanno ricevuto una wild card per il tabellone principale:
- Nuria Brancaccio /  Lucrezia Stefanini

## Campionesse

### Singolare
Ashlyn Krueger ha sconfitto in finale  Tatjana Maria con il punteggio di 3–6, 6–4, 7–5.

### Doppio
Han Na-lae /  Jang Su-jeong hanno sconfitto in finale  Weronika Falkowska /  Katarzyna Piter con il punteggio di 6–3, 3–6, [10–6].